# Nădlac
Nădlac (nədˈlak; slovakisk: Nadlak; ungarsk: Nagylak) er en by i distriktet Arad i det vestlige Rumænien. En tidligere del af byen ligger på den anden side af grænsen til Ungarn; denne landsby hedder Nagylak. Nădlac er en international grænseby og er den vigtigste grænseovergang til det vestlige Rumænien fra Ungarn. Det er også et center for den lutheranske slovakiske samfund i Rumænien. Nădlac ligger i den vestlige del af Arad-distriktet, 50 km vest for distriktshovedstaden Arad, ved Rumæniens vestlige grænse til Umgarn. Byen har 6.713 (2021) indbyggere.
Nădlac blev første gang nævnt i dokumenter i 1313, da den var kendt som Noglog.
Byens navn betyder på ungarsk "stort sted". De rumænske og slovakiske navne er afledt af det.

## Befolkning
Historiske befolkningstal efter folketællingsdata:
- 1977: 8.405
- 1992: 8.458
- 2002: 8.422
- 2011: 7.398

Ifølge folketællingen i 2011 havde Nădlac 7.398 indbyggere. Den etniske fordeling var som følger:
- Rumænere: 47,26%
- Slovakker: 43,85%
- Romani: 5,1%
- ungarere: 2,37%
- andre: 1,75%